# Еренберг (Гессен)
Еренберг (нім. Ehrenberg) — сільська громада в Німеччині, знаходиться в землі Гессен. Підпорядковується адміністративному округу Кассель. Входить до складу району Фульда.
Площа — 40,81 км2. Населення становить 2566 ос. (станом на 31 грудня 2020).